# Lobocheilos plana
Lobocheilos plana là một loài bướm đêm trong họ Noctuidae.